# Лазар Колишевски
Лазар Колишевски (на македонска литературна норма: Лазар Колишевски, роден като Лазар Панев Колишев) е югославски политик, дългогодишен секретар на Македонската комунистическа партия (след 1952 г. Съюз на комунистите на Македония), Председател на Социалистическа федеративна република Югославия (4 – 11 май 1980 година).

## Биография

### Ранни години
Роден е на 12 февруари 1914 година под името Лазар Панев Колишев (среща се и Кулишев) в градчето Свети Никола, присъединено към Сърбия през 1913 г. Родителите му са бедни земеделци, като според някои източници майка му е влахинка, а баща му е сърбоман. През 1915 г. по време на Първата световна война, районът е окупиран от Царство България. Баща му е мобилизиран и през войната умират двамата родители на Колишев, а той остава кръгъл сирак. Като съвсем малък е взет от влашките си лели в Битоля. След войната в края на 1918 г., когато районът е върнат на Сърбия, е предаден за отглеждане в държавното сиропиталище в града. Там той е отгледан до училищна възраст и там завършва начално и основно образование. От Битоля е изпратен от властите с държавна стипендия за Крагуевац, където учи във военен техникум за шлосер. По това време използва името Лазар Пандевич – Колишевич и след завършването си е произведен в оръжеен майстор. На осемнадесет години става член на СКМЮ. От 1932 г. работи във Военноремонтния завод в Крагуевац, където е приет през 1935 г. за член на ЮКП. Силно амбициозен, става секретар на партийния комитет в завода, а после и организационен секретар на Окръжния комитет на ЮКП за Крагуевац. През октомври 1940 година е избран за делегат на Петата земска конференция на ЮКП.

### По време на Втората световна война
В началото на 1941 година е изпратен от Покрайненския комитет на ЮКП за Сърбия в Смедеревска паланка, където да агитира в полза на партията и да помогне за формирането на партийна организация. Там го заварва и операция Ауфмарш 25. Скоро след това е арестуван от властите в Недичева Сърбия, като изявен комунист, но успява да избяга от затвора. По това време Македония отново е анексирана от Царство България.
На 22 юни 1941 г. Вермахтът неочаквано нахлува в СССР, което коренно променя стратегическата ситуация. По време на подготовката за въоръжена съпротива ЦК на ЮКП го изпраща в Македония, където трябва да се свърже с ръководството на ЮКП за Македония, което се управлява от тогавашния пробългарски ориентиран секретар на Покрайненския комитет Методи Шаторов – Шарло. Шаторов отцепва партийната организация в Македония от ЮКП, като я присъединява към БКП. В първия период на пребиваване на Колишевски в Македония от май до 21 юни 1941 година той влиза в пререкания с Шарло относно пасивността на партията в Македония и липсата на въоръжена съпротива, но е прогонен. Връща се в Белград и престоява един месец там.
От важно значение за живота и бъдещата му кариера е фактът, че уведомява ръководството на КПЮ за арестуването от Гестапо на висшия комунистически функционер – Александър Ранкович в Белград, на 27 юли 1941 г., след като се оказва случайно свидетел на ареста. Самият Ранкович след излизането си от затвора, в резултат на организирана от КПЮ акция, го приема в най-тясното си обкръжение. По решение на Александър Ранкович Колишевски отново се завръща в началото на август в Македония, придружавайки делегата на ЦК на КПЮ Драган Павлович, който отнася писмено нареждане, в което се изисква да се започне въоръжена съпротива срещу българските власти. На 17 август 1941 г., на конференция на Областния комитет на ЮКП, Петър Богданов като представител на БКП, защитава Шаторов. Така Богданов и Павлович решават да изчакат решението от Коминтерна. Междувременно Покрайненския комитет изключва Лазар Колишев за фракционна дейност.
Единствената известна активност по това време е негово пътуване в София по решение на Драган Павлович – Шильо, за да говори с Цола Драгойчева по възникналите междупартийни проблеми. След завръщането си от София той се чувства изолиран от местните комунисти, не му се възлага партийна работа и депресиран заминава за Белград. Според Вера Ацева, понеже е израсъл и живял извън Македония до 1941 г. Колишевски не е бил запознат с тегобите на македонския народ в Кралство Югославия, а и след това не иска да разбере, че неговото положение на пълномощник на сръбските комунисти по онова време е коренно различно от това на местните комунисти.
По това време Изпълнителният комитет на Коминтерна взема решение, с което администрирането на комунистите в Македония се връща на ЮКП. След това дотогавашният председател – Шарло незабавно е изключен от ЮКП, а през септември губи и поста си на ръководител на македонските комунисти. На 21 септември 1941 г. Колишев е изпратен за трети път в Скопие е назначен за член на Покрайненския комитет на КПЮ. На място той започва разправа със симпатизантите на Шаторов, като организира формирането на въоръжени комунистически отряди за борба с българските власти. След няколко въоръжени акции изпълнени през октомври, през ноември Колишевски е заловен. До края на 1941 година всеки нов опит за партизански действия е пресечен от властите.
След това Колишев е осъден на смърт на процес в Охрид, заедно с други комунистически дейци. Негов адвокат е Стефан Стефанов, един от ръководителите на Българските акционни комитети в Македония. Колишев подава чрез Стефанов молби за помилване, както до военния министър Теодоси Даскалов, така и пред българския Цар Борис III. В тях са изтъкнати родолюбиви и патриотични аргументи, като той твърди, че е отраснал в българско семейство и има българско самосъзнание. В резултат присъдата му е заменена с доживотен затвор, а Колишевски е прехвърлен от Скопския затвор в Плевенския. Твърди се, че докато се намира в затвора неговите съпартийци през март 1943 го избират за секретар на ЦК на МКП, а после за делегат на Второто заседание на АВНОЮ през ноември 1943 година. През август 1944 е избран за делегат на първото заседание на АСНОМ, макар да не присъства лично. В затвора се сближава с политзатворника Борис Спиров, който по-късно му става кум, при брака на Колишев с първата му съпруга, партизанката Лиляна Чаловска през 1945 г.
Освободен е от затвора в Плевен на 7 септември 1944 година. През същия месец се връща в Македония. По това време българската администрация се изтегля от региона. На 26 ноември 1944 година, на Първата конференция на Народоосвободителния фронт на Македония, той е избран за негов зам. председател, а през декември 1944 година е избран за пръв зам. председател на Президиума на АСНОМ. В януари 1945 година е избран начело на изп. комитет на Президиума на АСНОМ. На Третото съобрание на АСНОМ на 16 април 1945 година е избран за пръв министър-председател на Социалистическа република Македония в рамките на СФРЮ. Назначаването на Колишев на този пост е безпрецедентен случай, защото става дума за непозната в областта личност, работила в нелегалност в Македония само 2 – 3 месеца.

### В управлението на Югославия
След Втората световна война Колишевски става един от най-влиятелните хора в Социалистическа република Македония, както и един от най-влиятелните в Югославия. Лазар Колишевски е деен участник в разгонването на редица изтъкнати македонци, между които и Венко Марковски. С негово знание редица от хората, противили се на Тито, са убити или изпратени в концлагера Голи Оток. Целта на тези мерки е и да се заличат следите от българско самосъзнание и да се ускори процесът на македонизация на населението. По това време Колишевски настоява за незабавно присъединяване на Пиринския край към македонската федерална единица на Югославия, и на първия герб на НР Македония, сменен през 1963 година, е изобразен Пирин. Обаче отхвърля исканията на Методи Андонов Ченто за повторното заселване на 3 хиляди образовани македонски бежанци от България, които да окажели помощ за развитието и оформянето на републиката с масова неграмотност на населението, защото били „български възпитаници“ и вместо това заселва управленски кадри и специалисти от други югославски републики и най-вече от НР Сърбия, и така Вардарска Македония се подлага на косвена сърбизация, населението ѝ се изолира културно и духовно от България, а сръбското влияние се запазва дори в рамките на Титова Югославия.  Там не са допускани дори комунистически български книги и вестници, а в България се разпространява югославска преса. Също така са забранявани портретите на Георги Димитров и други ръководители на БКП.
Той започва масови икономически и социални реформи. През 1955 столицата Скопие става един от най-бързо развиващите се градове в региона и става третият най-голям град в Югославия. На 19 декември 1953 година Колишевски се пенсионира като министър-председател на СРМ и става Председател на Президиума на Народното събрание. По този начин застава начело на Македония, но има по-малка директна политическа сила. Остава секретар на МКП. По-късно става дипломат и пътува в страни като Египет, Индия и Индонезия.
Лазар Колишевски е бил на различни държавни и партийни постове и е оказвал влияние върху политическите процеси в Югославия. Носител е на Партизански възпоменателен медал 1941 година. На 30 юли 1952 година е награден с Орден за народен герой на Югославия. На 15 май 1979 години е избран заместник-председател на СФРЮ. След смъртта на Юосип Броз Тито на 4 май 1980 година заема неговото място на председателския пост до 15 май същата година, когато изтича мандата му. След разпада на Югославия живее в Скопие, противопоставя се на водената политика от ВМРО-ДПМНЕ и против бомбардировките на НАТО над Югославия. Умира на 6 юли 2000 година. През 2002 година в родното му място е издигнат негов паметник.

### Противоречия
Колишевски се смята за създател на тезата „Силна Србија, јака Југославија“. Методи Гарев, деец на комунистическата съпротива във Вардарска Македония, сериозно критикува дейността на Лазар Колишевски по време на Втората световна война и след създаването на СФР Югославия. През 1955 година Колишевски се развежда с първата си съпруга, участничка в Съпротивата, като със съгласието на властите тя заминава за Франция, а той след разрешение на Александър Ранкович, се жени за 22-годишната студентка – сръбкинята Соня Требиняц. След пенсионирането на Колишевски излизат наяве твърдения на очевидци като Вера Ацева, Бане Андреев и др. от които става ясно, че Колишевски не е определян от КПЮ през септември 1941 г. за секретар на Покраинския комитет, нито е упълномощаван за „организиране на партизански отряди“, не е избиран и през февруари 1943 г. за „политически секретар на ЦК на КП на Македония“, нито е избран за член на първия ЦК през пролетта на същата година, нито е избиран за член на второто заседание АВНОЮ (29 ноември 1943 г. Яйце), нито за член на АСНОМ (август 1944 г.), както се твърди в официалната му биография и в спомените на самия Колишевски. Подобни данни не са отразени в нито един документ на КПЮ и КПМ и същите не са били известни на другите партийни лидери в Македония. Освен това през цялото време от май 1942 до септември 1944 г. Колишевски е лежал в Плевенския затвор без какъвто и да е контакт с външния свят. Колишевски лъже също, че не е подавал молба до Цар Борис III за помилване. Той твърди, че молбата е написана от неговия адвокат, но той не я е виждал и не я е подписвал.